# Fosfoinositídeo 3-quinase
A fosfoinositídeo 3-quinase ou fosfatidilinositol 3-quinases (PI 3-quinases ou PI3Ks) são uma família de enzimas envolvidas em funções celulares tais como crescimento celular, proliferação, diferenciação, mobilidade, sobrevivência e tráfego intracelular, os quais em alteração pode estar envolvidos em câncer, atuando no desenvolvimento de tumores.